# Tumba, Vranje
Tumba (izvirno srbsko Тумба) je naselje v Srbiji, ki upravno spada pod Mesto Vranje; slednja pa je del Pčinjskega upravnega okraja.

## Demografija
V naselju, živi 42 polnoletnih prebivalcev, pri čemer je njihova povprečna starost 54,2 let (55,5 pri moških in 52,8 pri ženskah). Naselje ima 20 gospodinjstev, pri čemer je povprečno število članov na gospodinjstvo 2,20.
To naselje je popolnoma srbsko (glede na rezultate popisa iz leta 2002).
|  |

| Demografija | Demografija     | Demografija     |
| Leto        | Št. prebivalcev | Št. prebivalcev |
| ----------- | --------------- | --------------- |
|             |                 |                 |
|             |                 |                 |
|             |                 |                 |
|             |                 |                 |
| 1948        | 313             |                 |
| 1953        | 350             |                 |
| 1961        | 336             |                 |
| 1971        | 263             |                 |
| 1981        | 139             |                 |
| 1991        | 87              | 87              |
| 2002        | 44              | 44              |
|             |                 |                 |

| Etnična sestava po popisu iz leta 2002 | Etnična sestava po popisu iz leta 2002 | Etnična sestava po popisu iz leta 2002 | Etnična sestava po popisu iz leta 2002 | Etnična sestava po popisu iz leta 2002 |
| -------------------------------------- | -------------------------------------- | -------------------------------------- | -------------------------------------- | -------------------------------------- |
| Srbi                                   | Srbi                                   |                                        | 44                                     | 100,0%                                 |
| Neznano                                | Neznano                                |                                        | 0                                      | 0,0%                                   |